# Thottea
Thottea es un género de plantas fanerógamas perteneciente a la familia Aristolochiaceae. Incluye 34 especie

## Taxonomía
El género fue descrito por Christen Friis Rottbøll  y publicado en Nye Samling af det Kongelige Norske Videnskabers Selskabs Skrifter 2: 529. 1783. La especie tipo es: Thottea grandiflora Rottb.

## Especies
- Thottea abrahamii
- Thottea barberi
- Thottea beccarii
- Thottea borneensis
- Thottea celebica
- Thottea corymbosa